# ФК Аустрия (Виена)
Футболен клуб „Аустрия“ (Виена) (на немски: Fußballklub Austria Wien) е сред най-успешните австрийски футболни клубове.
Основан е през 1911 година от играчи, отцепили се от Виенския крикет и футболен клуб. Цветовете на клуба са виолетово и бяло. От 1992 година отборът играе на стадион „Франц-Хор-Щадион“.

## Успехи
- Национални:
  - Австрийска Бундеслига:
    -  Шампион (24): 1923/24, 1925/26, 1948/49, 1949/50, 1952/53, 1960/61, 1961/62, 1962/63, 1968/69, 1969/70, 1975/76, 1977/78, 1978/79, 1979/80, 1980/81, 1983/84, 1984/85, 1985/86, 1990/91, 1991/92, 1992/93, 2002/03, 2005/06, 2012/13

  - Купа на Австрия:
    -  Носител (27): 1921, 1924, 1925, 1926, 1933, 1935, 1936, 1948, 1949, 1960, 1962, 1963, 1967, 1971, 1974, 1977, 1980, 1982, 1986, 1990, 1992, 1994, 2003, 2005, 2006, 2007, 2009

  - Суперкупа на Австрия:
    -  Носител (6): 1990, 1991, 1992, 1993, 2003, 2004

  - Купа на Виена:
    -  Носител (2): 1948, 1949
- Международни:
  - Купа Митропа:
    -  Носител (2): 1933, 1936

  - Всемирни спортни игри на младежта и студентите:
    -  Победител (1): 1959

  - Купа на УЕФА:
    -  Финалист: (1): 1977/78

  - Купа Рио:
    - Полуфинал (1): 1952

## Легендарни футболисти
- Матиас Синделар
- Херберт Прохазка
- Валтер Шахнер
- Тони Полстер

## Български футболисти
- Алекси Алексиев: ?/21
- Чавдар Цветков: 1980/83 - (28 мача - 4 гола)
- Петко Петков: 1981/82 - (51 мача - 10 гола)
- Илия Вълов: 1991/92 - (8 мача - 0 гола)
- Трифон Иванов: 1997/98 - (11 мача - 0 гола)